# Japan i olympiska vinterspelen 1964
Japan deltog med 47 deltagare vid de olympiska vinterspelen 1964 i Innsbruck. Ingen av landets deltagare erövrade någon medalj.